# Hello Gigi Rowe
«Hello Gigi Rowe» — это второй мини-альбом, выпущенный Джиджи Роу. Он был выпущен 2 декабря 2016 года дистрибьютором AWAL.

## Предыстория
После отмены выпуска двух студийных альбомов певица и автор песен Лора Варшауэр взяла сценический псевдоним Джиджи Роу и начала работать над новой музыкой. Хотя Роу ещё не выпустила ни одного официального сингла и ничего не анонсировала, в апреле 2016 года её продюсер ill Factor упомянул в одном из своих руководств по продюсированию, что он продюсирует для неё мини-альбом. Он также упомянул, что песня «Give It Away» была одним из треков на EP, но в финальном релизе она была удалена.

11 ноября 2016 года Роу анонсировала мини-альбом. В более позднем интервью она упомянула, что в мини-альбоме есть послание:
«Привет, Джиджи Роу, — это как любовное письмо Майами (моему городу!) и приглашение в мой наполовину реальный, наполовину воображаемый мир».
В интервью о своём сингле «Promises» она упомянула, что все ещё чувствует связь с EP:
«Этот мини-альбом подготовил почву для того, чем я сейчас занимаюсь. Это было захватывающее время, потому что я только что узнал, что моя песня Run the Night будет включена в видеоигру Just Dance. Это было прекрасное начало истории Джиджи Роу…»

## Синглы
До анонса EP две песни были выпущены в качестве синглов. 17 августа 2016 года «Run the Night» была выпущена в качестве сингла, первоначально для саундтрека к танцевальной видеоигре «Just Dance 2017». «I Love This Crush». был выпущен в качестве сингла 26 августа 2016 года.
Одновременно с анонсом мини-альбома, 11 ноября 2016 года был выпущен третий сингл под названием «South Beach Stars». Кроме того, несмотря на то, что это был не сингл, Роу выпустила «Like the First Time» на своём soundcloud за день до выхода EP.

## Треклист
Слова и музыка всех песен — Джиджи Роу, Ill Factor.
| №                   | Название              | Автор(ы)              | Длительность |
| ------------------- | --------------------- | --------------------- | ------------ |
| 1.                  | «Run the Night»       | Иван Коррализа        | 3:42         |
| 2.                  | «I Love This Crush»   | Коррализа, Джиджи Роу | 3:30         |
| 3.                  | «Like the First Time» | ill Factor            | 4:05         |
| 4.                  | «South Beach Stars»   | ill Factor            | 3:42         |
| Общая длительность: | Общая длительность:   | Общая длительность:   | 14ː58        |

## Кредиты
- Джиджи Роу — главная исполнительница, вокал, автор песен

- ill Factor — продюсер, автор песен

## Мелочи
- Это первый сингл Джиджи Роу, выпущенный не под псевдонимом Лора Варшауэр.

- Это первый релиз пластинки, в котором нет реальных титров, а единственные известные титры — из сингла Run the Night (в том виде, в каком он был впервые выпущен Ubisoft Music) и репертуара Rowe и ill Factor BMI.